# Barticaria caeruleus
Barticaria caeruleus is een keversoort uit de familie halstandhaantjes (Megalopodidae). De wetenschappelijke naam van de soort werd in 1903 gepubliceerd door Martin Jacoby.